# Клеша
Клеша (санскр. क्लेश, kleśaIAST, палі kilesa, тиб. ཉོན་མོངས། nyon mongs: «лихо, страждання») — одне з фундаментальних понять у буддизмі. Клеша обумовлює затьмарення свідомості, її забруднення, афект. Цим поняттям позначають емоційну забарвленість сприйняття світу егоцентрованою свідомістю, що заважає відчувати світ таким, яким він є насправді.

## Види

### Три Отрути
Три клеші невігластва, прихильності та відрази називаються трьома отрутами (санскр. triviṣa) у традиції Махаяни та трьома нездоровими корінням (Pāli, akusala-mūla; санскр. akuśala-mūla ) у традиції Тхеравади. 
Ці три отрути (або нездорові корені) вважаються коренем усіх інших клеші.

### П'ять отрут
У традиції Махаяни п'ять головних клеш називають п'ятьма отрутами (санскрит: pañca kleśaviṣa; тибетською-вайлі: dug lnga):
| Отрута/Клеша  | Санскрит    | Палі        | Тибетська         | Опис                                                                                                | Альтернативний переклад           |
| ------------- | ----------- | ----------- | ----------------- | --------------------------------------------------------------------------------------------------- | --------------------------------- |
| Невігластво   | moha avidya | moha avijja | gti mug ma rig pa | Відсутність проникливості; не розуміння ходу речей                                                  | Розгубленість, збентеження, омана |
| Прив'язаність | rāga        | lobha       | 'dod chags        | Прихильність або бажання того, що нам подобається                                                   | Бажання, пристрасть               |
| Відраза       | dvesha      | dosa        | zhe sdang         | Відраза до того, що нам не подобається, або до того, що заважає нам отримати те, що нам подобається | Гнів, ненависть                   |
| Гордість      | māna        | māna        | nga rgyal         | Завищена думка про себе і зневажливе ставлення до інших                                             | Зарозумілість, пиха               |
| Заздрість     | irshya      | issā        | phrag dog         | Нездатність нести (сприймати) досягнення чи успіх інших                                             | Ревнощі                           |

У тантрі часто виділяють наступні п'ять основних клеш або п'ять «отрут»:
- невідання;
- гнів і ненависть;
- жадібність і гордість;
- пристрасть;
- заздрість.

### Шість кореневих клеш Абгідгарми
Абгідгарма-коша визначає шість кореневих клеш (mūlakleśa):
- Прихильність (рага)
- Гнів (pratigha)
- Невігластво (Незнання) (avidya)
- Гордість/зарозумілість (māna)
- Сумнів (vicikitsa)
- Помилковий погляд/хибний погляд/упевненість (dṛiṣṭi)[6]

У контексті школи буддизму Йогачара Мюллер стверджує, що Шість Клеш виникають через «...реїфікацію «уявленого Я» (санскр. satkāya-dṛṣṭi)»

Шостий клеш[який?] є клешом, сформованим наступними п'ятьма поглядами: 
- про руйнування речей;
- про граничність сансари;
- те, що признає свій погляд понад усе;
- те, що визнає моральний закон понад усе;
- помилкове.[джерело?]

Також в Абгідгармі виділяється 25 малих або супутніх клешів: гнів, голод, страх, скритність, так званий стан «пломеніти душею», заздрість, жадібність, ілюзія, помилкове бачення, брехня, гордовитість, навіювання страху, безсоромність, нескромність, статок, так зване «вразити і терзати», стомлюваність, невіра, невитриманість, аморальність, неуважність, непопереджуваність, забудькуватість, нетямущість, перебування в сум'ятті.